# ヘイムダル

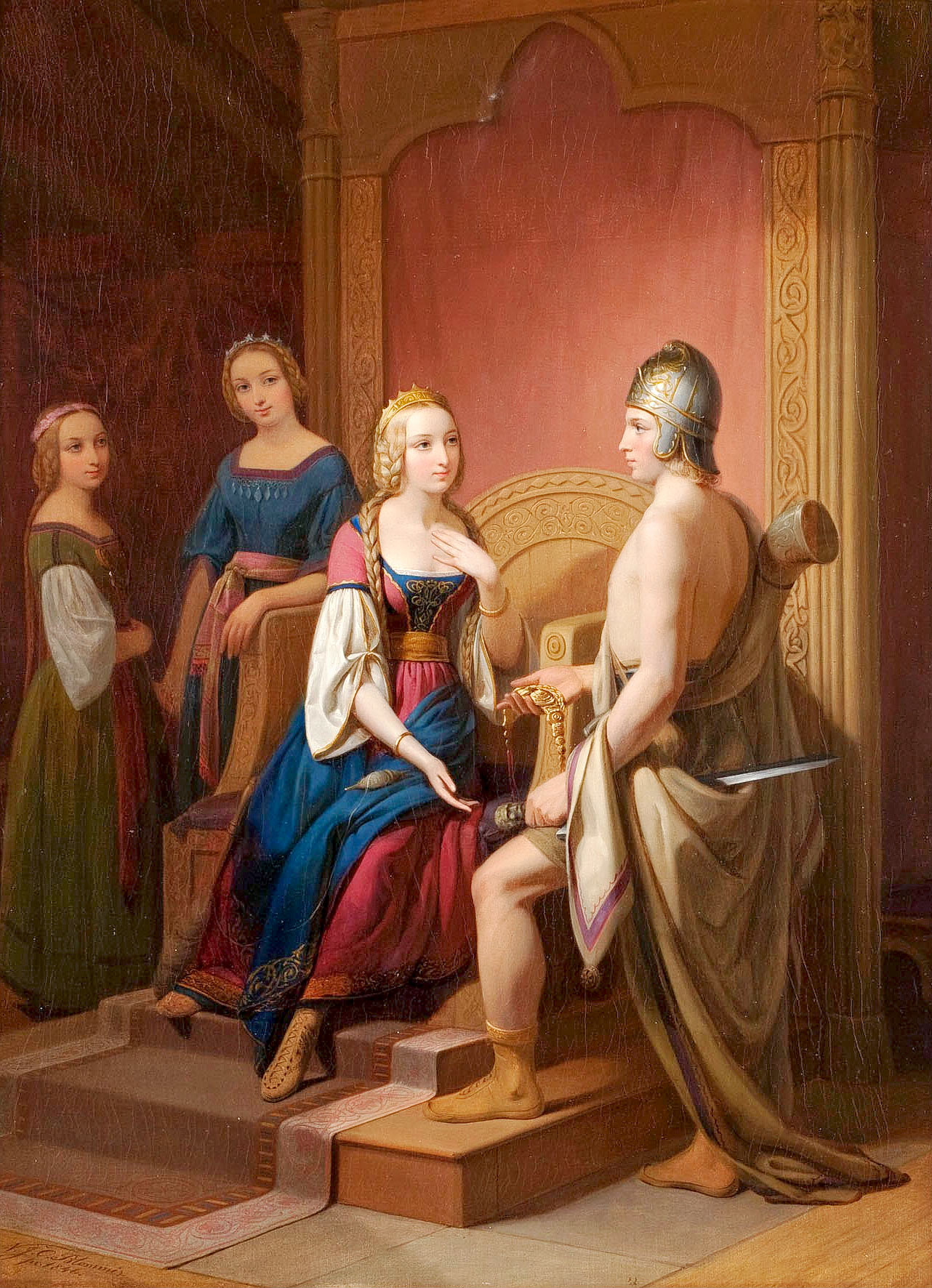
ヘイムダルがフレイヤにブリーシンガメンの首飾りを返す場面。ニルス・ブロメールによる。

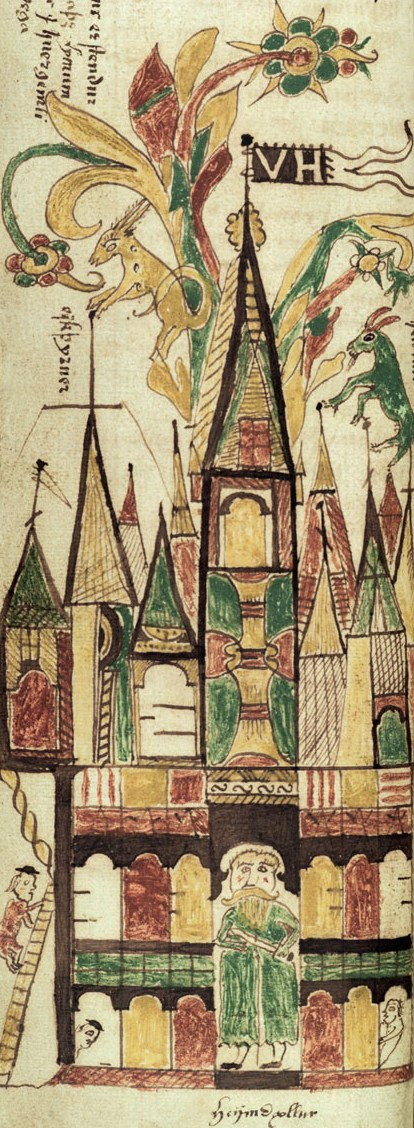
写本『AM 738 4to』に描かれたヴァルハラ。門にヘイムダルがいる。

ヘイムダル（ヘイムダッルとも。Heimdall もしくは、 Heimdallr）は北欧神話の光の神。「白いアース」とも呼ばれる。

## 解説
『スノッリのエッダ』第一部『ギュルヴィたぶらかし』第27章の説明では、ヘイムダルは母親たる九人姉妹の息子とされる。この章に一部が引用されている詩『ヘイムダルの謎』（『ヘイムダルガルド』とも）において「9人の母の子、9人姉妹の息子」とうたわれているが、この姉妹は海の波と考えることもできる。さらにヘイムダルを波の間から昇る暁光と解釈する研究者もおり、このことから本来は生成の神の性格を持っていたとも推察される。眠りを必要とせず、夜でも昼と同じく100マイル先を見ることができ、草の伸びるわずかな音でさえも聞き取る鋭い耳を持っていたことから、アースガルズの見張り番の役目を負う。彼の住居はヒミンビョルグといい、アース神族の国アースガルズと人間の国ミズガルズを繋ぐ虹の橋ビフレストに近い場所にある。
角笛ギャラルホルンの持ち主で、この角笛が鳴らされた時がラグナロクの訪れを意味する。すなわち、巨人の軍勢がビフレストを渡ってアースガルズへ攻め上って来るのを見つけると、彼はギャラルホルンを鳴らして神々にそのことを知らせるのである。
『古エッダ』の『スリュムの歌』第15節では、容姿が神の中で最も美しく、ヴァン神族と同じように未来がわかる神だとされている。

## 主なエピソード

### 『エッダ』、スカルド詩
彼はしばしば、『古エッダ』の『リーグルの詩』に登場する、人間の3つの階級（奴隷、自由農民、貴族）を作ったリーグ（Rígr、Ríg）と同一視される。
『巫女の予言』冒頭では、人間のことを「ヘイムダルの子ら」と呼んでいるが、そのケニングの由来となるのが『リーグルの詩』であろうと考えられている。
『ロキの口論』第48節においては、ヘイムダルはロキから、昔は背中を濡らしながら常に目を覚ましていて見張り番をしなければならなかったと詰られている。
ロキとの関係については、ロキが愛の女神フレイヤの所有するブリーシンガメンの首飾りを盗んだときにはこれを奪還すべくロキを追跡して激しい戦いののちに無事に取り戻したという逸話がある。
スカルド詩人のウルヴ・ウッガソンによる『家の頌歌』では、ヘイムダルとロキが、戦いの場であるヴァーガ岩礁とシンガ岩においてアザラシの姿になったことを語っている。
このことが因縁になってか世界の終末ラグナロクでは、戒めから解放されたロキと戦い相打ちになる。
『ギュルヴィたぶらかし』第27節によると、ヘイムダルはグルトップという素晴らしい馬も持っていたといわれている。同第49節では、ヘイムダルがバルドルの葬儀にグルトップで出かけたと説明されている。
『スリュムの歌』によると、巨人の王スリュムによってトールのミョルニルが盗まれた際には、トールが花嫁に化けて巨人の国へ行くことを提案している。
なお『詩語法』ではヘイムダルを表すケニングとして、「ロキの敵」、「フレイヤの首輪の探し手」などを紹介している。

### 『ユングリング家のサガ』
スノッリ・ストゥルルソンは『ユングリング家のサガ』第5章においても、ヘイムダルがヒミンビョルグに居住したとしている。それはログ湖（現在のスウェーデン・メーラレン湖）のほとりの古シグトゥーナ（en）にあり、ヘイムダルは神殿のゴジとして、オーディンからその地を与えられた。